# Lorenzo Renzi (linguista)
Lorenzo Renzi (Vicenza, 13 gennaio 1939) è un linguista e filologo italiano. Ha curato la pubblicazione della Grande Grammatica Italiana di Consultazione, la prima grammatica descrittiva dell'italiano.

## Biografia
Docente di filologia romanza all'Università di Padova, è stato presidente della Società di linguistica italiana ed è accademico emerito dell'Accademia della Crusca. Nel 1973, insieme a Tullio De Mauro, è tra i soci fondatori del Gruppo di Intervento e Studio nel Campo dell’Educazione Linguistica (GISCEL), che nel 1975 pubblicherà le Dieci Tesi per l’educazione linguistica democratica.
Oltre alla filologia romanza, si è dedicato allo studio della lingua e letteratura romena, alla teoria e storia della retorica e alla lingua e letteratura provenzale. È autore di varie opere in campo linguistico, filologico e letterario.
Insieme a Giampaolo Salvi e Anna Cardinaletti, Lorenzo Renzi ha curato la pubblicazione della Grande Grammatica Italiana di Consultazione, opera di riferimento per lo studio e la descrizione della sintassi dell'italiano, che ha raccolto il contributo di numerosi linguisti. Questo lavoro ha ispirato progetti analoghi anche in altre lingue.
Si è interessato allo studio del cambiamento linguistico, dedicandosi alla descrizione degli errori grammaticali come esempi di interessanti mutamenti in atto nella lingua.
Lorenzo Renzi è sposato con Laura Vanelli, linguista docente di fonetica e fonologia presso l'ateneo patavino e autrice di grammatiche e testi scientifici di studio della lingua e della linguistica italiana.

## Opere
- La lingua italiana oggi: un problema scolastico e sociale, a cura di Lorenzo Renzi e Michele A. Cortelazzo, Bologna, Il Mulino, 1977.
- Grande grammatica italiana di consultazione, a cura di Lorenzo Renzi, Giampaolo Salvi e Anna Cardinaletti, 3 voll., Bologna, Il Mulino, 1991. Nuova edizione Padova 2022, libreriauniversitaria.it Edizioni.
- Le tendenze dell'italiano contemporaneo. Note sul cambiamento linguistico nel breve periodo, in “Studi di Lessicografia italiana”, XVII, 2000, pp. 279–319.
- Etimologia scientifica e etimologia retorica, in L'Accademia della Crusca per Giovanni Nencioni, Firenze, Le Lettere, 2002, pp. 465–482.
- Il cambiamento linguistico nell'italiano contemporaneo, in Nicoletta Maraschio e Teresa Poggi Salani (a cura di), Italia linguistica anno Mille, Italia linguistica anno Duemila, Roma, Bulzoni, 2003, pp. 37–52.
- Il controllo ortografico del computer come tutore della norma dell'italiano, in Gli italiani e la lingua, a cura di Franco Lo Piparo e Giovanni Ruffino, Palermo, Sellerio, 2005, pp. 199–208.
- Manuale di Linguistica e Filologia romanza, (con Alvise Andreose), Bologna, il Mulino, 2003 (prima edizione). Ultima edizione riveduta ed aggiornata, anno 2015.
- Grammatica dell'italiano antico, a cura di Giampaolo Salvi e Lorenzo Renzi, Bologna, il Mulino, 2010, 2 voll., pp. 1745.
- Come cambia la lingua. L'italiano in movimento, coll. Universale paperbacks il Mulino, 2012 ISBN 978-88-15-23780-4.
- Più meneghelliano di così…, in Filippo Cerantola, Dear Gigi. Sondaggi nel carteggio di Luigi Meneghello conservato alla Biblioteca civica Bertoliana di Vicenza, Apogeo Editore, Adria 2023, pp. 7–12.